# Координаційна рада з питань розвитку громадянського суспільства
Координаційна рада з питань розвитку громадянського суспільства — допоміжний орган при Президентові України.

## Мета
Мета створення — забезпечення діяльності Президента України щодо реалізації державної політики та впровадження системних заходів, спрямованих на:
- формування сприятливого середовища для дальшого становлення в Україні громадянського суспільства,
- підвищення ролі його інститутів у здійсненні державної політики,
- досягнення європейських стандартів забезпечення та захисту прав і свобод людини і громадянина.

## Склад
Утворена у складі голови Координаційної ради та інших членів, які беруть участь в її роботі на громадських засадах.
Персональний склад Координаційної ради затверджується Президентом України. У разі потреби голова Координаційної ради вносить Президентові України пропозиції про зміни до персонального складу Координаційної ради.
Склад із змінами, внесеними згідно з Указом Президента № 190/2018 від 27.06.2018:
1. Зубко Геннадій Григорович — Віцепрем'єр-міністр України — Міністр регіонального розвитку, будівництва та житлово-комунального господарства України, співголова Координаційної ради
2. Павленко Ростислав Миколайович — Заступник Глави Адміністрації Президента України, співголова Координаційної ради
3. Айвазовська Ольга Павлівна — координатор виборчих програм Всеукраїнської громадської організації "Громадянська мережа «ОПОРА» (за згодою)
4. Бекешкіна Ірина Еріківна — директор благодійного фонду «Демократичні ініціативи імені Ілька Кучеріва» (за згодою)
5. Бистрицький Євген Костянтинович — завідувач відділу філософії культури, етики і естетики Інституту філософії НАН України, виконавчий директор Міжнародного фонду «Відродження» у 1998—2017 роках (за згодою)
6. Гай Мирослав Олександрович — керівник благодійної організації "Благодійний фонд «Мир і Ко» (за згодою)
7. Жовніренко Павло Григорович — голова правління громадської організації «Центр стратегічних досліджень», співкоординатор громадської ініціативи «Коаліція патріотичних сил Донбасу» (за згодою)
8. Зінченко Людмила Володимирівна — заступник голови громадської організації «Рада матерів та дружин учасників АТО» (за згодою)
9. Іванкевич Віктор Вікторович — державний секретар Міністерства соціальної політики України
10. Кабакаєв Семен Вікторович — голова громадської організації «Безпека та взаємодія в Україні» (за згодою)
11. Князевич Руслан Петрович — голова Комітету Верховної Ради України з питань правової політики та правосуддя (за згодою)
12. Ковтунець Володимир Віталійович — перший заступник Міністра освіти і науки України
13. Коліушко Ігор Борисович — голова правління громадської організації «Центр політико-правових реформ» (за згодою)
14. Краснопьоров Валентин Миколайович — координатор руху «Сильні громади Донеччини» громадської організації «Центр ЮЕЙ» (за згодою)
15. Крупник Андрій Семенович — голова Всеукраїнської громадської організації «Асоціація сприяння самоорганізації населення», директор громадської організації «Одеський інститут соціальних технологій» (за згодою)
16. Лациба Максим Валерійович — керівник програми розвитку громадянського суспільства громадської організації «Український незалежний центр політичних досліджень» (за згодою)
17. Линник Наталія Василівна — заступник генерального директора, керівник програм Всеукраїнської громадської організації «Комітет виборців України» (за згодою)
18. Маркарова Оксана Сергіївна — перший заступник Міністра фінансів України
19. Матвієнко Світлана Володимирівна — голова ради громадської організації «Лабораторія законодавчих ініціатив» (за згодою)
20. Непомнящий Олександр Михайлович — заступник голови Всеукраїнської асоціації «Укрмолодьжитло» (за згодою)
21. Нестуля Юрій Олексійович — виконавчий директор громадської організації «Інститут аналітики та адвокації» (за згодою)
22. Нюхіна Поліна Олександрівна — директор благодійної організації «Український форум благодійників» (за згодою)
23. Оніщенко Наталія Миколаївна — завідувач відділу теорії держави і права Інституту держави і права імені В. М. Корецького НАН України, академік Національної академії правових наук України (за згодою)
24. Орловський Олексій Сергійович — директор програмної ініціативи «Демократична практика» Міжнародного фонду «Відродження» (за згодою)
25. Павелко Андрій Васильович — голова Комітету Верховної Ради України з питань бюджету (за згодою)
26. Павліченко Олександр Миколайович — виконавчий директор громадської спілки «Українська Гельсінська спілка з прав людини» (за згодою)
27. Паливода Любов Михайлівна — президент благодійного фонду «Творчий центр Каунтерпарт» (ТЦК) (за згодою)
28. Продан Мирослав Васильович — виконувач обов'язків заступника Голови Державної фіскальної служби України
29. Семко Олег Михайлович — заступник голови Всеукраїнської громадської організації «Права народу» (за згодою)
30. Слобожан Олександр Володимирович — виконавчий директор Всеукраїнської асоціації органів місцевого самоврядування «Асоціація міст України» (за згодою)
31. Сукманова Олена Валеріївна — заступник Міністра юстиції України з питань державної реєстрації
32. Сушкевич Валерій Михайлович — Уповноважений Президента України з прав людей з інвалідністю
33. Сушко Олександр Валерійович — виконавчий директор Міжнародного фонду «Відродження»
34. Ташева Таміла Равілівна — голова правління громадської організації «КримСОС» (за згодою)
35. Ткаліч Тарас Анатолійович — голова громадської організації «Всеукраїнська спілка ветеранів АТО» (за згодою)
36. Федоров Павло Борисович — керівник сектору патріотичного та військового виховання Харківської обласної громадської організації «Спілка ветеранів АТО» (за згодою)
37. Фоменко Світлана Валеріївна — перший заступник Міністра культури України
38. Чумак Олександр Валерійович — голова Харківської обласної громадської організації «Асоціація приватних роботодавців» (за згодою)
39. Шейгус Володимир Олександрович — виконавчий директор Ініціативного центру сприяння активності та розвитку громадського почину «Єднання» (за згодою)
40. Южаніна Ніна Петрівна — голова Комітету Верховної Ради України з питань податкової та митної політики (за згодою)
41. Юрчишин Ярослав Романович — виконавчий директор громадської організації «Трансперенсі Інтернешнл Україна», радник голови Крайової пластової ради молодіжної організації «Пласт - Національна Скаутська Організація України» (за згодою)
42. Яблонський Василь Миколайович — заступник директора Національного інституту стратегічних досліджень
43. Ягін Анатолій Анатолійович — заступник директора громадської організації «Ресурсний центр недержавних організацій» (за згодою);
44. Ярема Олександр Йосипович — заступник Міністра молоді та спорту України.